# نیکولینا مولدووان
نیکولینا مولدووان (سیریلیک صربی: Николина Молдован؛ زادهٔ ۱ مه ۱۹۹۰) قایقران کانو زن اهل صربستان است.
وی در مسابقات کشوری و بین‌المللی در مجموع برندهٔ ۳ مدال طلا، ۶ مدال نقره، ۷ مدال برنز شده‌است.